# 佐藤悠基
佐藤 悠基（さとう ゆうき、1986年11月26日 - ）は、日本の陸上競技選手。専門は中・長距離種目。静岡県駿東郡清水町出身。佐久長聖高等学校、東海大学卒業。SGホールディングス所属。2012年ロンドンオリンピック日本代表。身長178cm、体重59kg。
中学時代より出場した各種目の記録を塗り替え、箱根駅伝では3年連続区間新記録を樹立するなど活躍した。全国都道府県対抗男子駅伝では長野県代表選手として5度優勝を飾っている。2009年4月には10000m日本歴代3位となる27分38秒25、2010年7月には3000m日本歴代2位となる7分44秒63、2013年7月には5000m日本歴代3位となる13分13秒60を記録した。日本陸上競技選手権大会は2011年の第95回大会以降10000mで4連覇を達成した。世界陸上競技選手権大会は第13回大会と第14回大会の2大会連続で日本代表に選出された。

## 経歴

### 佐久長聖高校時代まで
小学6年生の頃に陸上クラブに加入、陸上競技を始めた。小学時代に水泳のジュニアオリンピックに出場している。2001年の中学3年時、第56回国民体育大会男子少年B3000mで8分24秒24の日本中学新記録を樹立した。中学生による8分20秒台の記録は日本人初めての快挙であった。中学卒業後は両角速監督が率いる高校駅伝の新興校・佐久長聖高等学校に進学する。
2002年、高校1年のときにインターハイ1500mで10位に入った。12月1日の日体大長距離競技会5000mで14分06秒99の高1歴代最高記録を残した。暮れの全国高校駅伝は3区を走り、2人を抜いた。佐久長聖高校は7位となった。
2003年、高校2年時のインターハイは1500m8位、5000m9位に入った。上位入賞者にはジョセファト・ダビリやサムエル・ワンジルら外国人留学生と、上野裕一郎らがいた。地元・静岡県で開催された第58回国民体育大会の少年A5000mでは高校2年歴代4位（当時）となる14分02秒82を記録して、日本人トップの2位に入っている。12月の全国高校駅伝で佐藤は4区を走り、22分44秒の区間新記録を樹立して上野裕一郎らと共に佐久長聖高校を準優勝に導いた。
2004年、高校3年時になると仙台育英高校の佐藤秀和と共に「ダブル佐藤」と呼ばれ、高校長距離界を席巻。インターハイは1500mこそ積極策が裏目に出て3分49秒86で5位（日本人4位）に沈んだものの、5000mではそれまで多くの日本人トップ選手が勝負できずにいた留学生と互角に渡り合った末13分45秒23と当時の高校記録（13分44秒91）に迫る日本人トップの2位になる。11月27日の日体大長距離競技会10000mでは28分07秒39を記録し、上野裕一郎が持つ従来の高校記録を20秒00更新した。高校時代の自己記録は5000m13分45秒23（高校歴代3位）・10000m28分07秒39（高校歴代1位）。姓と出身高校が同じ佐藤清治は血縁関係にない。

### 大学
2005年、東海大学に進学。ルーキーイヤーから日本インカレ10000mで優勝を飾り、トルコ・イズミルで行われたユニバーシアード10000m4位入賞。
第37回全日本大学駅伝関東地区代表選考会では、第1組で出場するも棄権。それにより、チームは2001年以来、本選出場を逃す。
第17回出雲駅伝では2区区間賞を獲得、東海大学の大会優勝に貢献した。11月の国際千葉駅伝2区10kmでマーティン・マサシやディンケサ・アベベと戦い、区間2位の27分52秒で走っている。第82回箱根駅伝では8人抜きの走りを見せ、小林正幹の持つ3区区間記録を大幅に更新した。
2006年、4月の兵庫リレーカーニバル10000mで実業団の選手に大差を付けて日本人トップに入ると、続く関東インカレ・日本インカレでも上位に入った。ヨーロッパ遠征中の8月30日にはイタリアでロベレート国際5000mに出場し、日本歴代6位・学生3位（当時）となる13分23秒57を記録した。2007年の第83回箱根駅伝では大方の予想を覆して1区に登場、六郷橋付近で足にアクシデントが起きたが2位に4分01秒の差をつけて区間賞を獲得。1時間01分06秒を記録して渡辺康幸が持つ区間記録を更新、2年連続で区間新記録を樹立した。山登りの5区で区間記録を塗り替えた今井正人とともに金栗四三杯（最優秀選手賞）を受賞した。なお区間2位とのタイム差が4分以上となったのは、1区では第23回（1947年）の後藤秀夫 以来60年ぶり、全体では第52回（1976年）5区の大久保初男以来31年ぶりのことであった。2007年10月には第19回出雲駅伝で東海大学の大会3連覇に貢献した後、静岡県長距離記録会10000mで自身初の27分台となる27分51秒65を記録し、北京五輪の参加標準記録Bを突破した。2008年の第84回箱根駅伝では7区に登場。前年同様に足に軽いアクシデントが発生したものの、1時間02分35秒で史上3人目の1年次からの3年連続区間新記録を達成した。3年とも別区間での1年時からの区間新記録は31〜33回大会で達成した佐藤光信以来2人目、2年時からを含めた3年連続区間新記録は今井正人以来史上6人目となった。
2008年は春先から体調不良、また右脹脛や股関節など重なる故障の影響で苦しんでいたが、10月の第20回出雲駅伝、5日後の第85回箱根駅伝予選会には連続して出場した。2009年の第85回箱根駅伝には3区で出場し、自身の持つ区間記録更新と4年連続となる区間記録の更新が期待された。自身が1年時に樹立した記録に6秒届かなかったが、同区で13人抜きを記録し区間2位と奮闘した。3区での13人抜きは最もごぼう抜きの起きやすい2区以外での最多記録となった。

### 実業団
2009年、日清食品グループに入社。アメリカ遠征中の4月24日にハミルトン招待10000mに出場し、日本歴代3位となる27分38秒25を記録して世界陸上競技選手権大会ベルリン大会10000mの参加標準記録Aを突破した。この後同大会の代表選考会を兼ねた第93回日本選手権10000mに出場したが、8位となり日本代表選出は果たせなかった。第50回東日本実業団駅伝では2区を走り区間賞を獲得、日清食品グループは同大会優勝を飾った。2010年元旦の第54回全日本実業団駅伝では3区に出場、ガトゥニ・ゲディオンからタスキを受けると3人を抜いて先頭に立つ活躍を見せ、区間賞も獲得。日清食品グループの同大会初優勝に貢献した。10年連続10回目の出場となった第15回全国都道府県対抗男子駅伝では、後方でタスキを受ける厳しい展開の中10人抜きの走りを見せ区間賞を獲得、優秀選手に選出された。
2011年5月、カーディナル招待で27分59秒60を記録して世界陸上競技選手権大邱大会10000mの参加標準記録Bを突破、続いて東日本実業団選手権1500mに出場して自己記録を更新した。6月10日、第95回日本選手権10000mに出場、先頭集団後方でレースを進め、ラスト1周を切って終盤に差し掛かると一気にスパートし後輩の村澤明伸を交わして優勝を飾った。6月12日行われた5000mでも2位に入った。日本選手権の結果を受けて佐藤は第19回アジア選手権と、自身初の世界陸上大邱大会の日本代表に選出された。7月、渡邊和也・鎧坂哲哉と共に5000mに出場。バーレーン勢と先頭集団を形成、終盤にアレム・ベケレ・ゲブレをかわしデジュネ・レガサ・ムトゥーマーに次ぐ2位に入った。
2011年8月28日に開催された世界陸上大邱大会10000m決勝では中盤に集団から遅れを取りはじめ、8000m付近で周回遅れとなり15位に終わった。
2013年2月、東京マラソン2013で初マラソンに挑戦するも終盤失速し、2時間16分31秒で31位に終わった。2015年2月、2年ぶり2度目のフルマラソンとなる東京マラソン2015に出場するも、事前インフルエンザによる調整不足が響いて28Km過ぎで先頭集団から脱落、自己記録は約2分更新したが2時間14分15秒の20位に留まった。

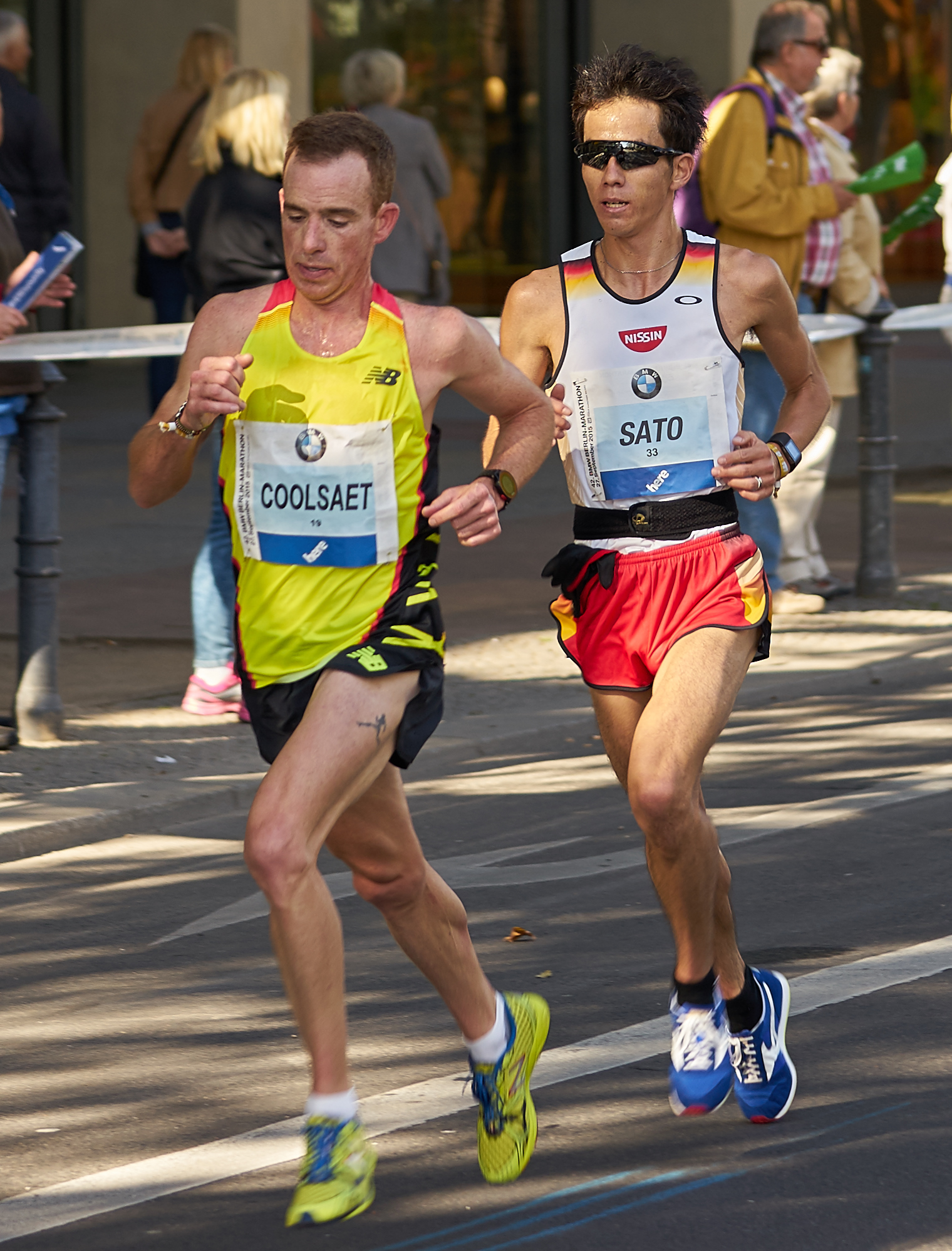
ベルリンマラソン2015

以降もフルマラソンでは不振が続いていたが、2018年2月の東京マラソン2018（MGCシリーズ第4弾・2020年東京オリンピック男子マラソン選考会）では、レース序盤からハイペースの先頭争いにはついていかず、後方の第3集団で待機する。32Km過ぎから日本人3位争いのデッドヒートと成り、ゴール直前では宮脇千博や山本憲二らと僅かに及ばなかったが、総合8位・日本男子6着ながら自身初のサブテン（2時間10分未満）を達成、自己ベスト記録の2時間8分58秒の好タイムでフィニッシュ。この結果で、マラソングランドチャンピオンシップ出場権を獲得した（同大会で総合2位・日本人トップの設楽悠太が2時間6分11秒をマークし、従来の男子マラソン日本記録を5秒更新）。
2020年10月31日、所属していた日清食品グループを退部し11月1日からSGホールディングス陸上競技部に入部した。

## 主な戦績
| 年                     | 大会                                     | 種目           | 順位          | 記録               | 備考                                     |
| ---------------------- | ---------------------------------------- | -------------- | ------------- | ------------------ | ---------------------------------------- |
| 2001                   | 第28回全日本中学校陸上競技選手権大会     | 1500m          | 3位           | 4分06秒86          |                                          |
| 2001                   | 第56回国民体育大会                       | 3000m          | 3位           | 8分24秒24          | 少年B、日本中学新                        |
| 2002                   | 第55回全国高等学校総合体育大会           | 1500m          | 10位          | 3分52秒31          |                                          |
| 2002                   | 第57回国民体育大会                       | 5000m          | 2位           |                    | 少年A、日本人1位                         |
| 2003                   | 第56回全国高等学校総合体育大会           | 1500m          | 8位           | 3分50秒18          |                                          |
| 2003                   | 第56回全国高等学校総合体育大会           | 5000m          | 9位           | 14分13秒64         |                                          |
| 2003                   | 第58回国民体育大会                       | 5000m          | 2位           | 14分02秒82         | 少年A、日本人1位                         |
| 2004                   | 日本ジュニア陸上競技選手権大会           | 5000m          | 優勝          | 14分14秒63         |                                          |
| 2004                   | 第57回全国高等学校総合体育大会           | 5000m          | 2位           | 13分45秒23         | 日本人1位                                |
| 2004                   | 第57回全国高等学校総合体育大会           | 1500m          | 5位           | 3分49秒86          |                                          |
| 2005                   | 第16回ゴールデンゲームズinのべおか       | 5000m          | 4位           | 13分31秒72         | ジュニア日本新                           |
| 2005                   | 第74回日本学生陸上競技対校選手権大会     | 10000m         | 優勝          | 28分48秒74         |                                          |
| 2005                   | 第89回日本陸上競技選手権大会             | 10000m         | 8位           | 29分39秒21         |                                          |
| 2005                   | 第23回ユニバーシアード                   | 10000m         | 4位           | 28分43秒46         |                                          |
| 2005                   | 第23回ユニバーシアード                   | 5000m          | 7位           | 13分57秒35         |                                          |
| 2006                   | 第75回日本学生陸上競技対校選手権大会     | 5000m          | 2位           | 13分29秒32         | 日本人1位                                |
| 2006                   | ロベレート国際                           | 5000m          | 8位           | 13分23秒57         | 日本歴代6位                              |
| 2007                   | 第91回日本陸上競技選手権大会             | 5000m          | 14位          | 14分15秒11         |                                          |
| 2009                   | 第20回ゴールデンゲームズinのべおか       | 5000m          | 5位           | 13分30秒46         |                                          |
| 2009                   | 第93回日本陸上競技選手権大会             | 10000m         | 8位           | 28分58秒46         |                                          |
| 2009                   | 第57回全日本実業団対抗陸上競技選手権大会 | 10000m         | 8位           | 28分56秒04         |                                          |
| 2010                   | マウント・サック・リレー                 | 5000m          | 優勝          | 13分44秒70         |                                          |
| 2010                   | ブルータス・ハミルトン招待               | 10000m         | 優勝          | 28分27秒93         |                                          |
| 2010                   | 第26回静岡国際陸上競技大会               | 5000m          | 6位           | 13分35秒09         |                                          |
| 2010                   | 第94回日本陸上競技選手権大会             | 10000m         | 3位           | 28分44秒59         |                                          |
| 2010                   | 第94回日本陸上競技選手権大会             | 5000m          | 4位           | 13分42秒63         |                                          |
| 2011                   | 第95回日本陸上競技選手権大会             | 10000m         | 優勝          | 28分10秒87         |                                          |
| 2011                   | 第95回日本陸上競技選手権大会             | 5000m          | 2位           | 13分38秒19         |                                          |
| 2011                   | 第19回アジア陸上競技選手権大会           | 5000m          | 2位           | 13分40秒78         | 大会新                                   |
| 2011                   | 第13回世界陸上競技選手権大会             | 10000m         | 15位          | 29分04秒15         |                                          |
| 2012                   | 第96回日本陸上競技選手権大会             | 10000m         | 優勝          | 28分18秒15         |                                          |
| 2012                   | 第30回オリンピック競技大会               | 10000m         | 22位          | 28分44秒16         |                                          |
| 2012                   | 第30回オリンピック競技大会               | 5000m          | 予選1組12位   | 13分38秒22         |                                          |
| 2013                   | 東京マラソン2013                         | フルマラソン   | 31位          | 2時間16分31秒      | 初マラソン                               |
| 2013                   | 第97回日本陸上競技選手権大会             | 10000m         | 優勝          | 28分24秒94         |                                          |
| 2013                   | 第14回世界陸上競技選手権大会             | 5000m          | 予選敗退 23位 | 13分37秒07         |                                          |
| 2014                   | 第98回日本陸上競技選手権大会             | 10000m         | 優勝          | 28分32秒07         |                                          |
| 2014                   | 第98回日本陸上競技選手権大会             | 5000m          | 優勝          | 13分40秒99         |                                          |
| 2014                   | 2014年アジア競技大会                     | 5000m          | 6位           | 13分34秒97         |                                          |
| 2015                   | 東京マラソン2015                         | フルマラソン   | 20位          | 2時間14分15秒      |                                          |
| 2015                   | ベルリンマラソン2015                     | フルマラソン   | 14位          | 2時間12分32秒      |                                          |
| 2016                   | ロンドンマラソン2016                     | フルマラソン   | 11位          | 2時間12分14秒      |                                          |
| 2017                   | 第101回日本陸上競技選手権大会            | 10000m         | 4位           | 28分45秒16         |                                          |
| 2017                   | バレンシアハーフマラソン2017             | ハーフマラソン | 15位          | 1時間02分52秒      |                                          |
| 2017                   | 第71回福岡国際マラソン                   | フルマラソン   | DNF           | 35Km過ぎで途中棄権 | MGCシリーズ第2弾（2020年東京五輪選考会） |
| 2018                   | 東京マラソン2018                         | フルマラソン   | 8位           | 2時間8分58秒       | 自己記録・MGCシリーズ第4弾               |
| 2018                   | ベルリンマラソン2018                     | フルマラソン   | 6位           | 2時間9分18秒       |                                          |
| 2019                   | 東京マラソン2019                         | フルマラソン   | 16位          | 2時間15分07秒      |                                          |
| 2019                   | マラソングランドチャンピオンシップ       | フルマラソン   | 23位          | 2時間20分13秒      |                                          |
| 2019                   | 第73回福岡国際マラソン                   | フルマラソン   | 15位          | 2時間14分56秒      |                                          |
| 2020                   | 第104回日本陸上競技選手権大会            | 10000m         | 7位           | 27分41秒84         |                                          |
| 歴代記録は記録時の順位 |                                          |                |               |                    |                                          |

### 駅伝成績
| 年   | 大会                               | 区間 | 距離      | 順位     | 記録          | 備考                     |
| ---- | ---------------------------------- | ---- | --------- | -------- | ------------- | ------------------------ |
| 2001 | 第6回全国都道府県対抗男子駅伝      | 2区  | 3.0 km    | 区間12位 | 8分52秒       | 静岡県                   |
| 2002 | 第7回全国都道府県対抗男子駅伝      | 2区  | 3.0 km    | 区間2位  | 8分38秒       | 静岡県                   |
| 2002 | 第53回全国高等学校駅伝競走大会     | 3区  | 8.1075 km | 区間2位  | 24分31秒      |                          |
| 2003 | 第8回全国都道府県対抗男子駅伝      | 1区  | 7.0 km    | 区間23位 | 20分50秒      | 長野県                   |
| 2003 | 第54回全国高等学校駅伝競走大会     | 4区  | 8.0 km    | 区間賞   | 22分44秒      | 区間新                   |
| 2004 | 第9回全国都道府県対抗男子駅伝      | 1区  | 7.0 km    | 区間2位  | 20分10秒      | 長野県優勝               |
| 2004 | 第55回全国高等学校駅伝競走大会     | 1区  | 10.0 km   | 区間7位  | 29分50秒      |                          |
| 2005 | 第10回全国都道府県対抗男子駅伝     | 1区  | 7.0 km    | 区間賞   | 19分51秒      | 長野県優勝、区間記録タイ |
| 2005 | 第17回出雲駅伝                     | 2区  | 5.8 km    | 区間賞   | 16分43秒      | 東海大優勝               |
| 2006 | 第82回箱根駅伝                     | 3区  | 21.5 km   | 区間賞   | 1時間02分12秒 | 区間新                   |
| 2006 | 第11回全国都道府県対抗男子駅伝     | 7区  | 13.0 km   | 区間4位  | 38分08秒      | 長野県優勝               |
| 2006 | 第18回出雲駅伝                     | 6区  | 10.2 km   | 区間4位  | 29分47秒      | 東海大優勝               |
| 2007 | 第83回箱根駅伝                     | 1区  | 21.4 km   | 区間賞   | 1時間01分06秒 | 区間新                   |
| 2007 | 第12回全国都道府県対抗男子駅伝     | 7区  | 13.0 km   | 区間11位 | 38分27秒      | 長野県                   |
| 2007 | 第19回出雲駅伝                     | 6区  | 10.2 km   | 区間2位  | 29分32秒      | 東海大優勝               |
| 2007 | 第39回全日本大学駅伝               | 2区  | 13.2 km   | 区間3位  | 38分00秒      |                          |
| 2008 | 第84回箱根駅伝                     | 7区  | 21.3 km   | 区間賞   | 1時間02分35秒 | 区間新                   |
| 2008 | 第13回全国都道府県対抗男子駅伝     | 3区  | 8.5 km    | 区間3位  | 23分53秒      | 長野県優勝               |
| 2008 | 第20回出雲駅伝                     | 6区  | 10.2 km   | 区間4位  | 29分49秒      |                          |
| 2009 | 第85回箱根駅伝                     | 3区  | 21.5 km   | 区間2位  | 1時間02分18秒 |                          |
| 2009 | 第14回全国都道府県対抗男子駅伝     | 3区  | 8.5 km    | 区間16位 | 24分25秒      | 長野県優勝               |
| 2009 | 第50回東日本実業団対抗駅伝競走大会 | 2区  | 15.1 km   | 区間賞   | 44分17秒      | 日清優勝                 |
| 2010 | 第54回全日本実業団対抗駅伝競走大会 | 3区  | 13.7 km   | 区間賞   | 38分29秒      | 日清優勝                 |
| 2010 | 第15回全国都道府県対抗男子駅伝     | 7区  | 13.0 km   | 区間賞   | 37分12秒      | 長野県                   |
| 2010 | 第51回東日本実業団対抗駅伝競走大会 | 7区  | 13.5 km   | 区間賞   | 40分03秒      |                          |
| 2011 | 第55回全日本実業団対抗駅伝競走大会 | 4区  | 22.0 km   | 区間賞   | 1時間03分25秒 |                          |
| 2011 | 第52回東日本実業団対抗駅伝競走大会 | 1区  | 11.6 km   | 区間賞   | 33分00秒      | 日清優勝、区間新         |
| 2012 | 第56回全日本実業団対抗駅伝競走大会 | 4区  | 22.0 km   | 区間賞   | 1時間02分51秒 | 日清優勝、区間新         |
| 2013 | 第57回全日本実業団対抗駅伝競走大会 | 6区  | 12.5 km   | 区間10位 | 38分24秒      |                          |
| 2013 | 第54回東日本実業団対抗駅伝競走大会 | 2区  | 15.3 km   | 区間賞   | 44分18秒      | 区間新                   |
| 2014 | 第58回全日本実業団対抗駅伝競走大会 | 4区  | 22.0 km   | 区間4位  | 1時間04分22秒 |                          |
| 2015 | 第59回全日本実業団対抗駅伝競走大会 | 3区  | 13.6 km   | 区間4位  | 38分45秒      |                          |
| 2016 | 第60回全日本実業団対抗駅伝競走大会 | 3区  | 13.6 km   | 区間4位  | 38分39秒      |                          |
| 2016 | 第21回全国都道府県対抗男子駅伝     | 7区  | 13.0 km   | 区間2位  | 38分00秒      | 静岡県                   |

## 自己記録
| 1500m                | 3分43秒94     | 2014年7月24日 | Joensuu Games              |             |
| 3000m                | 7分44秒63     | 2010年7月3日  | Memorial Leon Buyle        | 日本歴代2位 |
| 5000m                | 13分13秒60    | 2013年7月13日 | ナイトオブアスレチックス   | 日本歴代3位 |
| 10000m               | 27分38秒25    | 2009年4月24日 | ブルータス・ハミルトン招待 | 日本歴代3位 |
| ハーフマラソン       | 1時間00分35秒 | 2023年2月12日 | 全日本実業団ハーフマラソン |             |
| マラソン             | 2時間08分17秒 | 2022年3月6日  | 東京マラソン               |             |
| 歴代記録は当時の順位 |               |               |                            |             |

### 年次ベスト
| 2000年                                           | 4分13秒29             |                        |                                            |                                           |
| 2001年                                           | 3分59秒02 中学歴代4位 | 8分24秒24 ※中学記録    |                                            |                                           |
| 2002年                                           | 3分52秒31             |                        | 14分06秒99 ※高1歴代最高                    |                                           |
| 2003年                                           | 3分50秒18             |                        | 14分02秒82                                 | 29分03秒27 ※高2歴代5位                    |
| 2004年                                           | 3分49秒86             | 8分05秒82 ※高校記録    | 13分45秒23 ※高校歴代2位                    | 28分07秒39 ※高校記録 ※ジュニア日本歴代2位 |
| 2005年                                           | 3分47秒30             |                        | 13分31秒72 ※ジュニア日本記録               | 28分27秒50                                |
| 2006年                                           |                       | 7分56秒23              | 13分23秒57 ※日本歴代5位 ※日本人学生歴代2位 | 28分07秒02                                |
| 2007年                                           | 3分45秒07             |                        | 13分52秒57                                 | 27分51秒65 ※日本人学生歴代3位             |
| 2008年                                           |                       |                        | 13分51秒52                                 | 29分03秒54                                |
| 2009年                                           |                       | 7分53秒56              | 13分30秒46                                 | 27分38秒25 ※日本歴代3位                   |
| 2010年                                           |                       | 7分44秒63 ※日本歴代2位 | 13分27秒36                                 | 28分18秒62                                |
| 2011年                                           | 3分44秒80             |                        | 13分25秒53                                 | 27分59秒60                                |
| 2012年                                           | 3分47秒27             |                        | 13分28秒79                                 | 27分57秒07                                |
| 歴代記録は当時の順位、現在の記録は各種目を参照。 |                       |                        |                                            |                                           |